# Ayúdame, Rhonda
Help Me, Rhonda traducido como Ayúdame, Rhonda es el séptimo episodio de la primera temporada de la serie ALF.

## Sinopsis
El capítulo comienza unos días antes del cumpleaños de Brian. ALF está algo triste por lo de su planeta y dice estar tan mal porque en agosto cumplirá 229 años y no estará en su planeta. Willie lo consuela diciéndole que ya pasó 228 cumpleaños en Melmac, pero él contesta que el último fue espantoso porque ese día su planeta estalló.
Esa noche, ALF sueña con el día de su cumpleaños en Melmac. Estaba con sus amigos Skip y Sparky en una cafetería comiendo y celebrando. ALF logra enamorar a una camarera, pero les dice a sus amigos que en realidad quería a su novia, Rhonda. De repente se escucha que una alarma grita:«¡Atención! Un desastre nuclear se nos viene sálvese quien pueda» y ALF se va corriendo a su puesto de piloto y les dice que le digan a Rhonda que él la quiere.
De pronto despierta y ve a Willie y le dice que quiere ir a su casa.
Al otro día, mientras Lynn y Kate cuidan a ALF, Willie y Brian tratan de hacer contacto con otro melmaciano por radio y encuentran a Skip, el amigo de ALF, que habla con él y acuerdan que lo pasará a buscar. Al final de la llamada de Skip, ALF descubre que con él viaja su novia, Rhonda que está viva y que aún lo quiere.
El día del cumpleaños de Brian, ALF se despide de la familia dejándolos a todos muy tristes porque piensan que jamás volverá. Pero de repente ALF vuelve, perdiendo el vuelo de Skip, y decide que seguirá con ellos.